# Turkowa Przełęcz
Turkowa Przełęcz (słow. Turkovo sedlo) – położona na wysokości 1948 m n.p.m. przełęcz w grani Liptowskich Kop w słowackich Tatrach. Znajduje się w tej grani pomiędzy Wielką Kopą Koprową (2052 m)  a Zadnim Gołym Wierchem Liptowskim (1970 m). Jest to szerokie i trawiaste siodło. Niezbyt strome stoki południowo-wschodnie opadają do Dolinki Turkowej, zachodnie bardziej łagodne do doliny Koprowicy. Około 100 m na północ od przełęczy odchodzi w południowo-zachodnim kierunku grań Brdarowych Grap oddzielająca Koprowicę od sąsiedniej Doliny Szpaniej.
Rejon przełęczy był dawniej wypasany. Od 1949 wraz z całymi Liptowskimi Kopami stanowi niedostępny dla turystów obszar ochrony ścisłej TANAP-u.

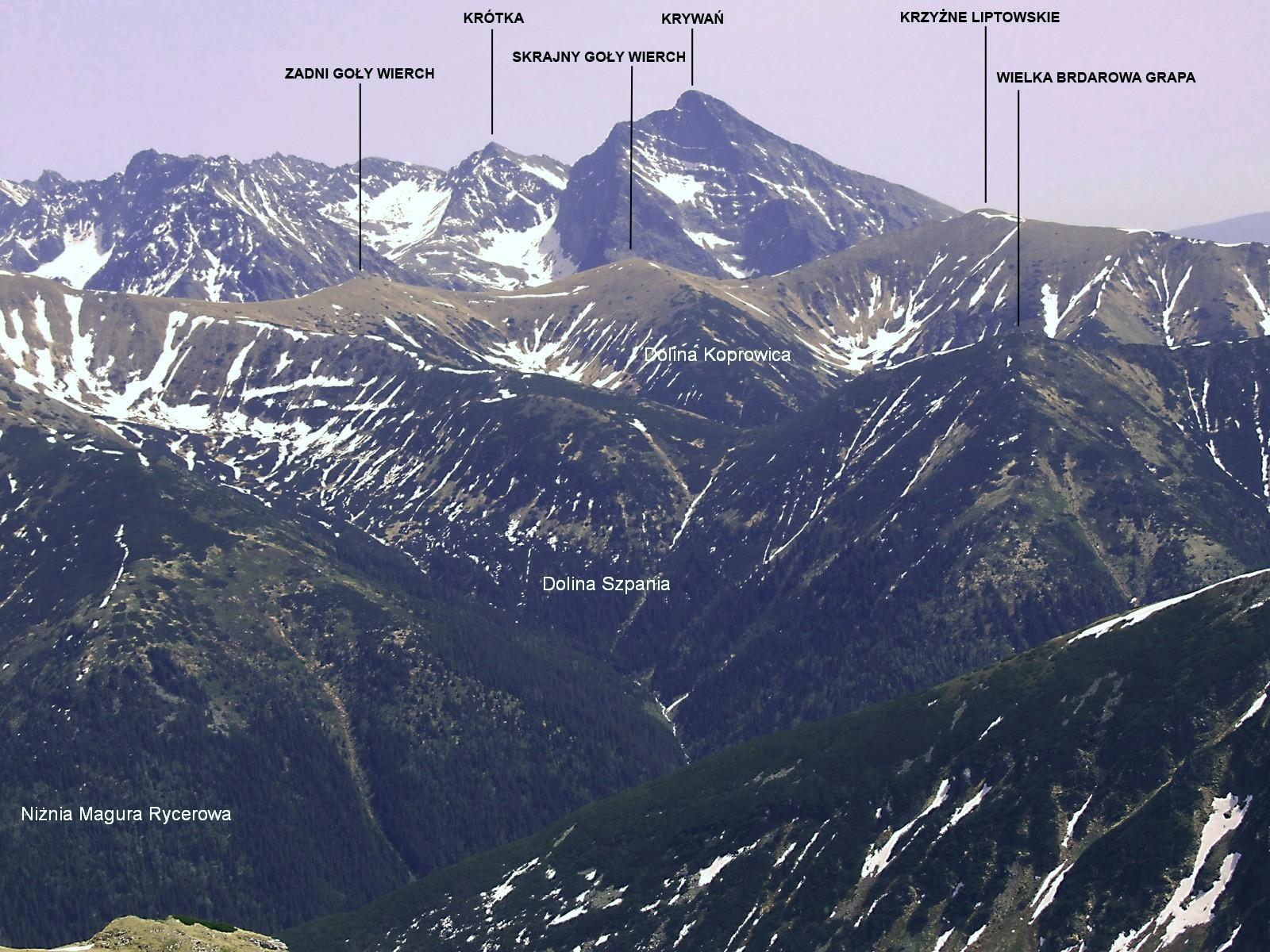
Turkowa Przełęcz po lewej stronie Zadniego Gołego Wierchu. Widok z Ciemniaka